# Oreste Magni
Pour les articles homonymes, voir Magni.
Oreste Magni (né le 3 mars 1936 à Albese con Cassano et mort le 16 mars 1975 à Ravenne) est un coureur cycliste italien. Professionnel de 1957 à 1966, il a notamment remporté une étape du Tour d'Italie et le Trophée Matteotti.

## Palmarès

### Palmarès amateur
- 1957
  - Coppa Città del Marmo
  - Gran Premio Comune di Cerreto Guidi
  - 9e du championnat du monde sur route amateurs

### Palmarès professionnel
- 1957
  - 3e du Trophée Baracchi (avec Aldo Moser)
- 1959
  - Trofeo UVI
  - 8e du Tour de Lombardie
- 1960
  - Trophée Matteotti
  - 2eb, 6e et 7e étapes du Tour du Portugal
- 1961
  - 4e étape du Tour d'Italie
- 1962
  - 3e de Milan-Vignola
- 1965
  - Munich-Zurich

## Résultats sur les grands tours

### Tour d'Italie
6 participations
- 1958 : hors-délai (8e étape)
- 1959 : abandon
- 1961 : 77e, vainqueur de la 4e étape
- 1962 : abandon
- 1963 : abandon
- 1964 : 89e

### Tour de France
1 participation
- 1962 : abandon (3e étape)

### Tour d'Espagne
1 participation
- 1966 : abandon (8e étape)